# MBC 뮤직
MBC 뮤직(영어: MBC Music)은 MBC 플러스 미디어에서 운영하는 대한민국의 예능 케이블 채널이다. MBC 게임의 후신이며 2011년 12월 29일 방송통신위원회로부터 방송 채널 사용 사업에 대한 변경 등록을 승인받아 2012년 2월 1일 개국하였지만, 로고가 3번 바뀌었다가 2020년 2월 18일부로 MBC M으로 채널명이 변경되었다.

## 프로그램

### MBC와MBC 플러스 미디어의 프로그램
| 방송 장르 | 방송 제목                   | 시청 등급 | 비고       |
| --------- | --------------------------- | --------- | ---------- |
| 공연      | 쇼! 음악중심 HD             |           | MBC        |
| 예능      | 주간 아이돌 HD              |           | MBC every1 |
| 예능      | 단짠 오피스 HD              |           |            |
| 예능      | 대한 외국인 HD              |           |            |
| 예능      | 비디오 스타 HD              |           |            |
| 예능      | 전지적 참견 시점 HD         |           | MBC        |
| 예능      | 진짜 사나이 300 HD          |           |            |
| 예능      | 황금어장 라디오스타 HD      |           |            |
| 예능      | 나 혼자 산다 HD             |           |            |
| 예능      | 어서와~ 한국은 처음이지? HD |           | MBC every1 |

### 자체 프로그램
| 방송 장르 | 방송 제목                  | 시청 등급 | 비고                                 |
| --------- | -------------------------- | --------- | ------------------------------------ |
| 공연      | Show Champion HD           |           | MBC Every1 동시 생방송               |
| 공연      | 프라임 콘서트 HD           |           |                                      |
| 예능      | Show Champion Behind HD    |           |                                      |
| 음악      | MBC MUSIC HIT SONGS HD     |           | Non-Stop                             |
| 음악      | Good Morning, MBC Music HD |           |                                      |
| 시상      | 지니 뮤직 어워드 HD        |           | MBC Every1, MBC 드라마넷 동시 생방송 |

### 종영 프로그램
- 헬로우 투제로(Hello TwoZero)
- 어메이징 f(x)
- 손담비의 BEAUTFUL DAYS
- 뮤직톡톡 마블링
- 순위의 재구성
- 쇼챔 트루백쇼
- 샤이니의 어느 멋진 날
- The track
- 강남 Feel 댄스 교습소
- 핫 트랙
- 클럽1999
- MP4
- 작곡왕
- 윤하의 내 집으로 와요
- 박순이랭킹
- 뉴이스트 상륙작전
- 더블엠 초이스
- 그 여자 작사 그 남자 작곡 시즌1
- 그 여자 작사 그 남자 작곡 시즌2
- 뮤직 스토리지
- 원더풀데이
- 배철수, Abbey Road를 걷다
- 셔플오디션, 아이돌 메이드
- 쇼 올림픽 챔피언
- MBC 뮤직 페스티벌
- 트루로맨스 ABO
- 춤추는 100인의 황금마이크
- 대학가요제 뮤지션의 탄생
- 씨크릿 no.1
- 아이돌 군단의 떴다 그녀
- 오늘 밤만 재워줘
- 지금은 꽃미남 시대
- 투애니원의 단비
- 음악의 시대
- 비너스의 탄생
- 락고수다
- Welcome to D-unit
- 오 마이 스카프
- 크레용팝의 알록달록 성장일기
- MAKING THE STAR: DSP BOYZ
- 뮤직 스캐너 The Code
- MBC 뮤직 매거진
- 뮤직 코믹쇼
- 하이브리드 차트쇼 All the KPOP
- 리모콘
- 하하의 19TV 하극상
- MelOn Music Awards  (이전에 Y-STAR에서 방송, MBC every1과 동시 생방송)
- MBC Plus X Genie Music Awards  (MBC every1, MBC 드라마넷과 동시 생방송)
- 피크닉 라이브 소풍
- Memory-M
- 멘탈사수
- 아이돌 댄스 대회 D-Style
- 댄스 배틀 코리아
- 엔시아 인 후쿠오카
- 쉿!
- 모닝 팝
- 파우더룸 클립
- Best K Pop
- Live Clip
- Old & New
- B1A4의 어느 멋진 날
- 파우더 룸
- K POP LIVE
- I MUSIC U REQUEST
- Daily Best K POP
- I MUSIC U 4AM~10PM
- MBC 추억의 가요순위
- 나의 음악편지
- 10시의 음악앨범
- 아이돌 완전정복
- 아이돌 스쿨
- 하라 온앤오프
- 캐치 뮤직 이프 유 캔
- 라이프 인 컬러
- 가요시대
- 슈퍼아이돌
- K POP SUPER COLLECTION
- K POP LIVE
- 피크닉 라이브 소풍
- 여자친구의 어느 멋진 날
- 스누퍼 프로젝트
- ASTRO OK! 준비완료
- 탑독프로젝트

## 논란
- 2011년 10월 당시 MBC 플러스 미디어가 MBC 게임을 폐국하고 MBC 뮤직을 개국하는 정책을 세우자, MBC 게임 팬들이 거세게 항의하고 반발했었다. 그러나 MBC 플러스 미디어는 이를 무시하고 2012년 2월 1일 익일 0시~5시에 MBC 게임을 폐국하고 MBC 뮤직의 개국을 강행함으로써, MBC 게임 팬들의 바람은 끝내 이루어지지 않았으며 사실상 똑같이 폐국시키거나 아니면 채널변경을 하지 않고 분리개국했어야 했으며 VOD영상도 안타깝게도 삭제되고 말았으며 욕먹을짓만 골라서 하였다. MBC 게임 팬들을 위해 MBC 게임 팬들을 위한 대체할 채널을 개국하여 VOD 서비스를 재개해야하며 결국 병맛채널이 되었다.

## 같이 보기
- MBC 게임
- MBC M
- MBC ON